# Royaume triunitaire de Croatie-Slavonie-Dalmatie

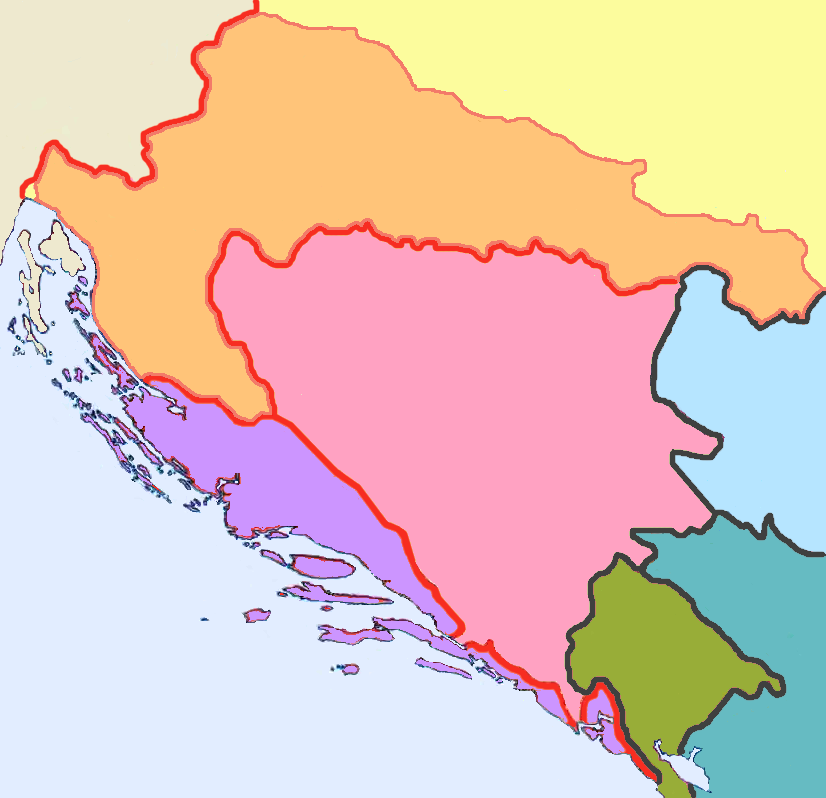
Le royaume « triunitaire » revendiqué par les Croates, qui aurait regroupé le royaume de Croatie-Slavonie (orange) et le royaume de Dalmatie (violet). Des revendications plus larges incluaient la Bosnie-Herzégovine (rose) : elles se concrétiseront de 1941 à 1945.

Blason du royaume triunitaire.

Le royaume triunitaire de Croatie-Slavonie-Dalmatie (en croate, Trojedna Kraljevina Hrvatska i Slavonija) était une revendication des Croates en 1867.

## Contexte
Après l'éviction de l'Autriche de la Confédération germanique en 1866, à la suite de la défaite autrichienne lors de la guerre des Duchés, les options fédérales à six (Autriche, Bohême, Galicie, Hongrie, Croatie et Transylvanie), à quatre (Autriche, Bohême, Croatie, Hongrie) ou à trois (Autriche, Hongrie, Croatie) sont abandonnées, et en 1867, par le Compromis austro-hongrois, l'Empire devient une « double monarchie » (impériale et royale) : l'Autriche-Hongrie, rassemblant l'Empire autrichien (royaumes et pays représentés à la Diète d'Empire ou « Cisleithanie ») et le royaume de Hongrie (pays de la Couronne de saint Étienne ou « Transleithanie »), la rivière Leitha constituant symboliquement la frontière entre les deux entités. Lors de la négociation de ces options, les Croates ont revendiqué la formation d'un royaume « triunitaire » regroupant le royaume de Croatie-Slavonie et le royaume de Dalmatie, mais le « compromis de 1867 » sépare le royaume de Dalmatie faisant partie de la « Cisleithanie » et le royaume de Croatie-Slavonie faisant partie de la « Transleithanie ». L'administration croate déplore ce partage et tentera en vain d'obtenir l'unification des deux royaumes.
Cette revendication de royaume trinitaire fut défendue à la fin du XIXe siècle par le parti national croate indépendant, traditionaliste et clérical du chanoine Racki. 
Les deux royaumes furent intégrés à l'État des Slovènes, Croates et Serbes en 1918.